# Harpagocarpus snowdenii
Harpagocarpus snowdenii là một loài thực vật có hoa trong họ Rau răm. Loài này được Hutch. & Dandy mô tả khoa học đầu tiên năm 1926.